# Magelona alleni
Magelona alleni é uma espécie de anelídeo pertencente à família Magelonidae.
A autoridade científica da espécie é Wilson, tendo sido descrita no ano de 1958.
Trata-se de uma espécie presente no território português, incluindo a sua zona económica exclusiva.